# Salmo ohridanus
Salmo ohridanus är en fiskart som beskrevs av Franz Steindachner 1892. Salmo ohridanus ingår i släktet Salmo och familjen laxfiskar. IUCN kategoriserar arten globalt som sårbar. Inga underarter finns listade i Catalogue of Life.